# Житенце
Житенце (словен. Žitence) — поселення в общині Светий Юрій-в-Словенських Горицях, Подравський регіон‎, Словенія.